# 巴耶 (伊勒-维莱讷省)
巴耶（法語：Baillé，法語發音：[baje]）是法国伊勒-维莱讷省的一个旧市镇，位于该省东北部，属于富热尔-维特雷区。2019年，巴耶与市镇圣马克勒布朗合并为新的圣马克勒布朗。

## 地理
巴耶（48°21'34"N, 1°22'54"W）面积5.23 平方千米，位于法国布列塔尼大區伊勒-维莱讷省，该省份为法国西北部沿海省份，位于布列塔尼半岛东部，北濒大西洋，西接阿摩尔滨海省和莫尔比昂省，南至大西洋卢瓦尔省，西南端接曼恩-卢瓦尔省，东临马耶讷省，东北与芒什省接壤。
与巴耶接壤的市镇（或旧市镇、城区）包括：圣布里斯昂科格勒、圣艾蒂安昂科格勒、圣伊莱尔德朗德、圣马克勒布朗、勒蒂耶尔桑。

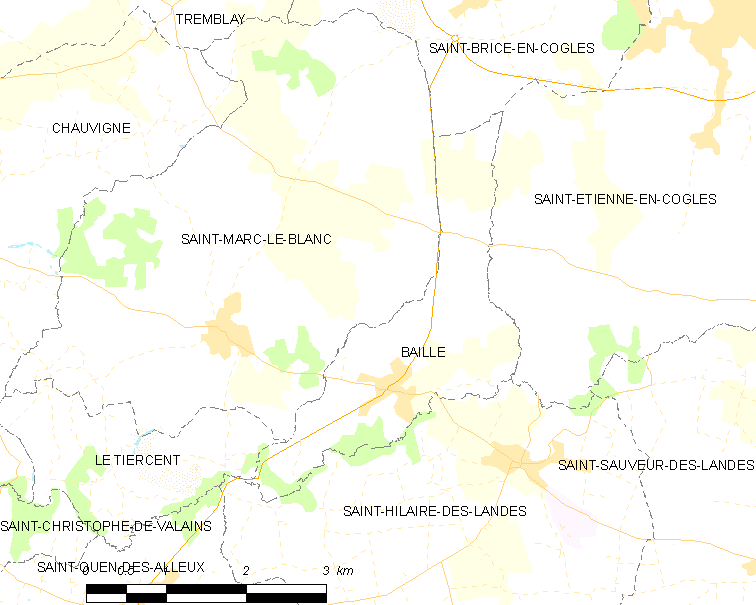
的OSM定位图

巴耶的时区为UTC+01:00、UTC+02:00（夏令时）。

## 行政
巴耶的邮政编码为35460，INSEE市镇编码为35011。

## 政治
巴耶所属的省级选区为瓦勒库埃农县。

## 人口

1962-2008年间人口变化图示

巴耶于2018年1月1日时的人口数量为279人。